# 大師橋站

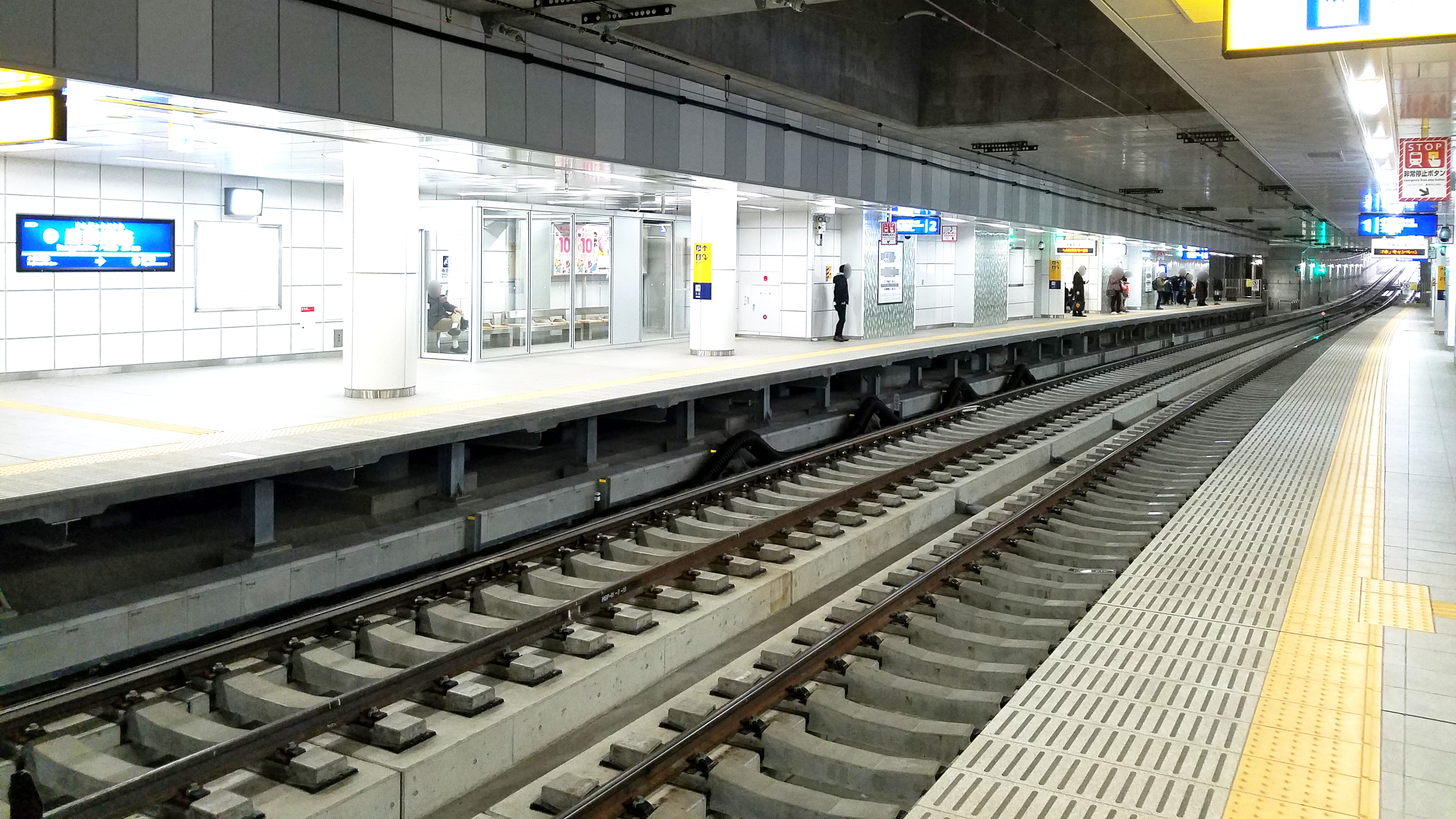
月台（2019年3月）

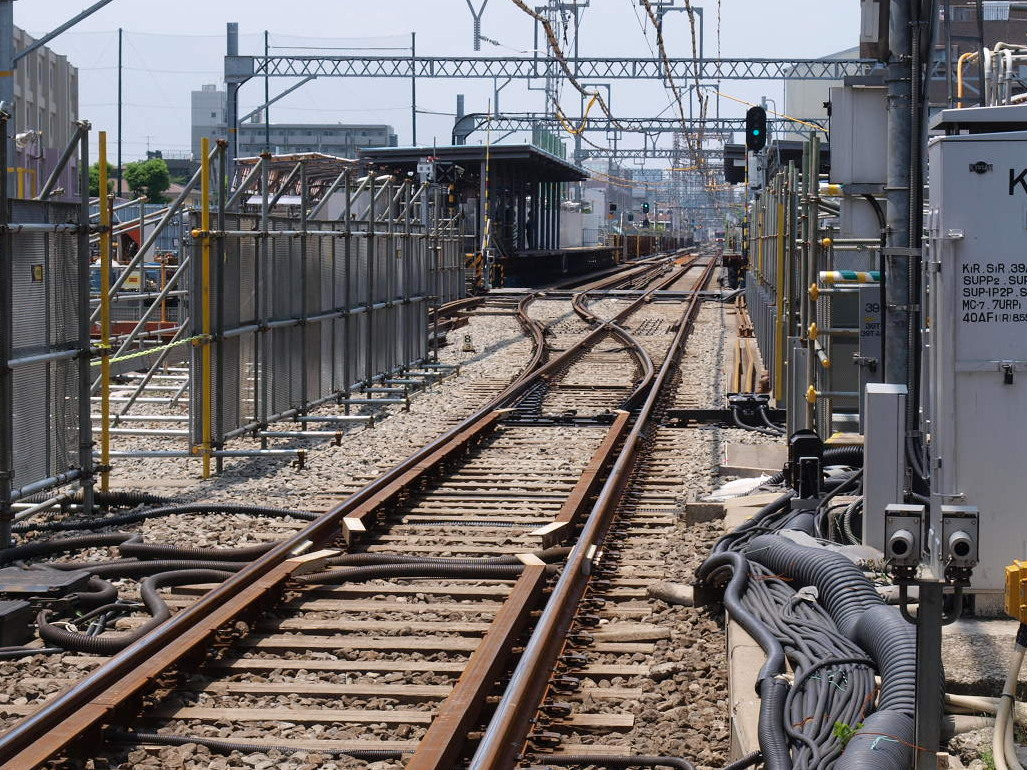
地下化工程在站內設置的轉轍岐器（2010年6月）

大師橋站（日语：／ Daishibashi eki */?），舊名產業道路站（産業道路駅），位於日本神奈川縣川崎市川崎區大師河原二丁目，是京濱急行電鐵大師線的鐵路車站。車站編號是KK25。
配合大師線地下化（原先預定2014年度完成，現改至2019年度完成），地方民眾希望將站名以地方町名改為「大師河原」，不過京急於2019年1月正式敲定在2020年春季將站名改為「大師橋」，取自附近橫跨多摩川的同名橋樑，該橋也命名自通稱「川崎大師」的知名古剎平間寺。舊站名由來是車站東側與大師線垂直相交的「產業道路」（神奈川縣道6號東京大師橫濱線）。

## 年表

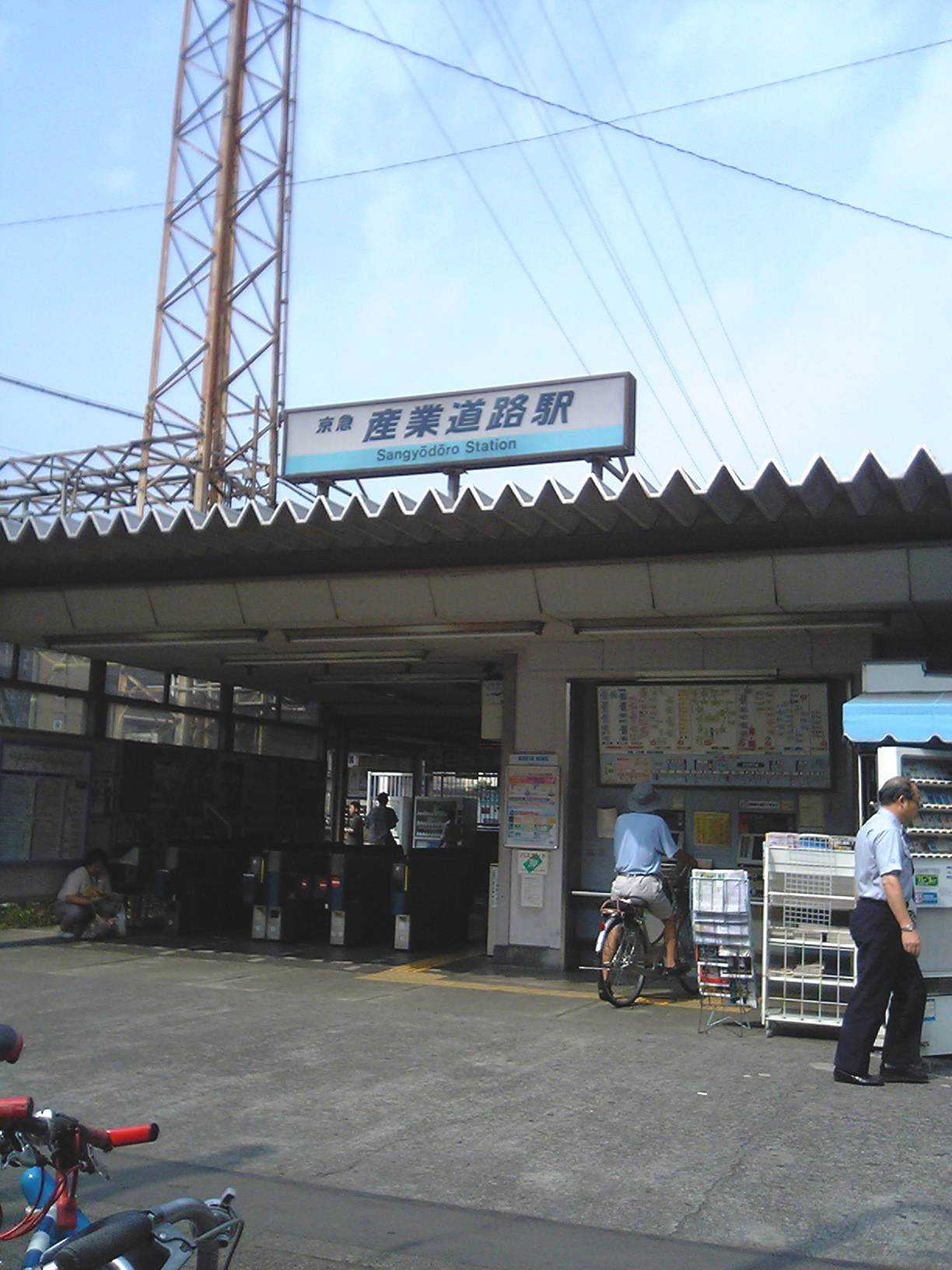
地下化工程以前的站房（2005年8月）

- 1925年（大正14年）8月15日 - 海岸電氣軌道在附近通車。
- 1937年（昭和12年）12月1日 - 海岸電氣軌道廢止。
- 1944年（昭和19年）
  - 6月1日 - 東京急行電鐵（大東急）車站啟用。
  - 10月1日 - 本站 - 入江崎站通車。
- 1948年（昭和23年）6月1日 - 成為京濱急行電鐵車站。
- 1968年（昭和43年）11月30日 - 現在的站房完工啟用。
- 2009年（平成21年）6月21日 - 因應大師線地下化工程，上下線月台往京急川崎方向移動60公尺。
- 2019年（平成31年）3月3日 - 東門前至小島新田之間路段地下化完工啟用[4][5][6]，本站成為川崎市第一個地下車站。
- 2020年（令和2年）3月14日 - 更改站名為大師橋車站（大師橋駅），為便利旅客，加註副站名「舊站名 產業道路」（旧駅名　産業道路）[7]。

## 車站結構
本站為側式月台2面2線地下車站。
2019年3月3日地下化通車前，原本為側式月台兩面兩線的地上車站。小島新田方向設有站內平交道。跨越產業道路（雙向共6線道）的平交道曾在《塔摩利倶樂部》的平交道特集中登場。
| 月台 | 路線   | 方向 | 目的地                 |
| ---- | ------ | ---- | ---------------------- |
| 1    | 大師線 | 下行 | 小島新田方向           |
| 2    | 大師線 | 上行 | 川崎大師、京急川崎方向 |

過去上行方向線路曾有3號線（留置線）。1980年以前該線由川崎競馬開賽日的京急川崎至本站的列車與往小島新田列車交互使用。

## 使用情況
2016年度1日平均上下車人次為10,100人。
使用人數在1990年代後半出現減少傾向，但在2000年代回穩。
近年1日平均上下、上車人次推移如下表。
| 年度               | 1日平均 上下車人次 | 1日平均 上車人次 |
| ------------------ | ------------------ | ---------------- |
| 1995年（平成07年） |                    | 4,813            |
| 1996年（平成08年） |                    | 4,646            |
| 1997年（平成09年） |                    | 4,544            |
| 1998年（平成10年） |                    | 4,385            |
| 1999年（平成11年） |                    | 4,269            |
| 2000年（平成12年） |                    | 4,262            |
| 2001年（平成13年） |                    | 4,405            |
| 2002年（平成14年） | 8,717              | 4,433            |
| 2003年（平成15年） | 8,635              | 4,330            |
| 2004年（平成16年） | 8,559              | 4,295            |
| 2005年（平成17年） | 8,569              | 4,366            |
| 2006年（平成18年） | 8,816              | 4,475            |
| 2007年（平成19年） | 9,040              | 4,629            |
| 2008年（平成20年） | 9,505              | 4,791            |
| 2009年（平成21年） | 9,277              | 4,705            |
| 2010年（平成22年） | 9,159              | 4,657            |
| 2011年（平成23年） | 8,977              | 4,495            |
| 2012年（平成24年） | 8,795              | 4,485            |
| 2013年（平成25年） | 8,747              | 4,309            |
| 2014年（平成26年） | 8,883              | 4,425            |
| 2015年（平成27年） | 9,187              |                  |
| 2016年（平成28年） | 10,100             |                  |

## 車站周邊
周邊為住宅區與工廠用地。北側有國道409號（大師通）、東側有產業道路與首都高速橫羽線通過。北方為大師出入口。
- 川崎市立大師中學校（日语：川崎市立大師中学校）
- 川崎市立殿町小學校
- 川崎雙葉（ふたば）幼稚園
- 丸悅（日语：マルエツ）出來野店
- 川崎大師海岸郵局

## 巴士路線

### 大师桥站前（巴士總站）
| 乘車處 | 系統         | 行經地 | 目的地         | 運行業者         | 備註     |
| ------ | ------------ | ------ | -------------- | ---------------- | -------- |
|        | 急行         |        | JXTG能源浮島前 | 川崎鶴見臨港巴士 |          |
|        | 快速         | 小島町 | 浮島巴士總站   | 川崎鶴見臨港巴士 | 平日早晨 |
| 大01   | 殿町、小島町 |        | 浮島巴士總站   | 川崎鶴見臨港巴士 |          |

### 産業道路站（產業道路側）
| 乘車處 | 系統 | 行經地                 | 目的地 | 運行業者     | 備註    |
| ------ | ---- | ---------------------- | ------ | ------------ | ------- |
|        | 蒲45 | 四谷下町、臨港警察署前 | JFE前  | 羽田京急巴士 | 平日2班 |
|        | 蒲45 | 萩中、蒲田女子高       | 蒲田站 | 羽田京急巴士 | 平日2班 |

### 江川一丁目 （國道409號線旁）
| 乘車處 | 系統                 | 行經地       | 目的地           | 運行業者                      | 備註                 |
| ------ | -------------------- | ------------ | ---------------- | ----------------------------- | -------------------- |
|        | 橫濱浮島線           |              | 橫濱站（YCAT）   | 京濱急行巴士 川崎鶴見臨港巴士 | 平日週六的傍晚至夜間 |
| 川01   |                      | 殿町         | 川崎鶴見臨港巴士 | 平日2班                       |                      |
| 川03   | 小島町               | 浮島巴士總站 | 川崎鶴見臨港巴士 | 平日早晨有快速班次            |                      |
|        | 川01                 | 大師、久根崎 | 川崎鶴見臨港巴士 | 川崎站                        | 平日2班              |
| 川03   | 四谷下町、勞動會館前 |              | 川崎鶴見臨港巴士 | 川崎站                        |                      |
| 川03   | 鹽濱營業所           |              | 川崎鶴見臨港巴士 |                               |                      |
| 川03   |                      | 產業道路站前 | 川崎鶴見臨港巴士 | 僅平日早晨、快速班次          |                      |

## 相鄰車站
京濱急行電鐵
 大師線
東門前（KK24）－大師橋（KK25）－小島新田（KK26）

## 外部連結
- 大師橋站（各站資訊） - 京濱急行電鐵